# Joaquim Leitão
Joaquim Leitão (Lisboa, 21 de dezembro de 1956) é um cineasta e ator português.

## Biografia
Trocou o curso de Direito, na Faculdade de Direito da Universidade de Lisboa, pelo de Cinema, na Escola Superior de Teatro e Cinema, onde se licenciou em realização, na vertente de montagem, em 1980.
Ao longo da década de 1980 realizou várias curtas-metragens e videoclipes. Em 1994 assinou Uma Cidade Qualquer, no âmbito da Lisboa Capital Europeia da Cultura. Seguiram-se, entre outros, Adão e Eva (1995), cujo elenco incluía as participações de Joaquim de Almeida e Maria de Medeiros, nos papéis de duas figuras mediáticas da televisão comercial. Recebeu os Globos de Ouro nas categorias de Melhor Filme e Melhor Realizador, e realizou, com Tentação (1997), um dos maiores êxitos comerciais do cinema português. A partir daí dirigiu Inferno (1999), a série Até Amanhã Camaradas (2005), adaptado da obra homónima de Manuel Tiago, e 20,13 Purgatório (2006). Joaquim Leitão tem participado em diversos filmes também como actor, nomeadamente em filmes de Fernando Lopes, Ruy Guerra e António Pedro Vasconcelos.

## Filmografia (realizador)
Cinema
- Duma Vez por Todas (1986)
- Ao Fim da Noite (1991)
- Uma Vida Normal (1994)
- Adão e Eva (1995)
- Tentação (1997)
- Inferno (1999)
- 20,13 Purgatório (2006)
- A Esperança Está Onde Menos Se Espera (2009)
- Quarta Divisão (2013)
- Sei Lá (2014)
- Índice Médio de Felicidade (2017)
- O Fim da Inocência (2017)

Curtas
- O Aprendiz de Mago (1980)
- A Ilha (1990)
- O Resgate (1990)
- Uma Cidade Qualquer (1994) - Capital Europeia da Cultura

televisão
- Voltar (1988)
- Até Amanhã, Camaradas (mini-série) (2005) - adaptado da obra homónima de Manuel Tiago
- Terra Nova (série) (2020)

Outras
- "Prá Frentex" (1978)